# Czimer Károly
Czimer Károly (Szeged, 1858. november 3. – Szeged, 1930. május) leányiskolai igazgatótanár, történész és művészettörténész.

## Élete
Szülővárosában végezte el középiskoláit, majd Budapesten tanult. Az egyetemen bölcseleti tanulmányait befejezve, 1885-ben középiskolai tanári képesítést nyert, majd a tanítóképzőnél alkalmazták. 1886-ban a Ludovika akadémiánál a világtörténelem tanára lett, ahol két évig működött. 1888-ban a szegedi községi felsőbb leányiskolában a történelem s irodalom-történet tanára lett; 1889 óta ugyanazon intézetnek egyúttal igazgatója volt.

## Értekezései folyóiratokban
A szegedi veszedelem (Szegedi Hiradó 1885. 170. 180. sz.), A szegedi vár építése és a vitás kőbárány (Uo. 1886. 38. 39. sz.), A női kereskedelmi tanfolyam (a szegedi községi felsőbb leányiskola 1891. Értesítőjében.)

## Művei
- A szegedi veszedelem 1552-ben. Budapest, 1891. (Különnyomat a Hadtört. Közleményekből. Ism. Századok 1891. 603. l.)
- Cserni Iván czár Szegeden. (8-r. 2 és 34 l.) Budapest, 1892.
- Temesvár megvétele 1551–1552. (8-r. 2, 160 l. és 2 melléklet.) Budapest, 1893. Franklin-társ.
- A művelődés és művészet története, mindkét nembeli ifjuság számára. (8-r. 192 l.) Budapest, 1897. Franklin-társ.
- Szeged monographiája. Lenyomat a »Budapesti Szemle« 1901. évfolyam 292. és 293. számából. (n. 8-r. 49 l.) Szeged, 1901.
- A szegedi egyetem. Lenyomat a Szegedi Hiradóból. (8-r. 21 l.) Szeged, 1907.
- A megyegyűlések vándorlása Csongrád vármegyében. (8-r. 50 l.) Szeged, 1909.
- Az Árpád-házi királyok apródjai. Hadtörténelmi tanulmány. Szeged, 1912.
- A magyar királyok udvari katonái a 11–14. században. Hadtörténelmi tanulmány. Szeged, 1913. Traub és Társa.
- Az Árpád-házi királyok várjobbágyai. Szeged, 1914.